# Prowincja Đồng Tháp
Đồng Tháp wymowaⓘ – prowincja Wietnamu, znajdująca się w południowej części kraju, w Regionie Delty Mekongu. Na północy prowincja graniczy z Kambodżą.

## Podział administracyjny
W skład prowincji Đồng Tháp wchodzi dziewięć dystryktów oraz dwa miasta.
- Miasta:

1. Cao Lãnh
2. Sa Đéc

- Dystrykty:

1. Cao Lãnh
2. Châu Thành
3. Hồng Ngự
4. Lai Vung
5. Lấp Vò
6. Tam Nông
7. Tân Hồng
8. Thanh Bình
9. Tháp Mười